# کریستین توشتودت
کریستین توشتودت (انگلیسی: Kristian Thorstvedt؛ زادهٔ ۱۳ مارس ۱۹۹۹) بازیکن فوتبال اهل نروژ است.
از باشگاه‌هایی که در آن بازی کرده‌است می‌توان به باشگاه فوتبال وایکینگ اشاره کرد.
وی همچنین در تیم‌های ملی فوتبال زیر ۱۹ سال نروژ، زیر ۲۰ سال نروژ، زیر ۲۱ سال نروژ و بزرگسالان نروژ بازی کرده‌است.